# Сарбур — Шато-Сален
Сарбу́р — Шато́-Сале́н (фр. Arrondissement de Sarrebourg-Château-Salins) — округ на северо-востоке Франции, регион Эльзас — Шампань — Арденны — Лотарингия, департамент Мозель. Супрефектура — Сарбур.

## История
Округ создан в декабре 2014 года, на основании Декрета № 2014—1721 от 29 декабря 2014 года с 1 января 2015 года объединением с последующим упразднением округов Сарбур и Шато-Сален в качестве административного центра для 230 коммун департамента Мозель.

## Состав округа
С 1 января 2015 года в составе округа 3 кантона, объединяющих 230 коммун:
| Код INSEE | Кантон   | Французское название | Количество коммун | Площадь, км²      | Население, чел. (2013) |
| --------- | -------- | -------------------- | ----------------- | ----------------- | ---------------------- |
| 5717      | Фальсбур | Phalsbourg           | 56                | 501,73            | 33 353                 |
| 5721      | Сарбур   | Sarrebourg           | 46                | 490,79            | 30 726                 |
| 5723      | Сольнуа  | Saulnois             | 128 (из 135)      | часть от 1 020,17 | часть от 31 149        |